# تپه حیدر
تپه حیدر مربوط به هزارهٔ دوم است و در شهرستان سبزوار، بخش مرکزی، دهستان قصبه شرقی، شمال روستای زیرآباد واقع شده و این اثر در تاریخ ۲۴ اسفند ۱۳۸۴ با شمارهٔ ثبت ۱۵۲۳۹ به‌عنوان یکی از آثار ملی ایران به ثبت رسیده است.